# لئو گراتز
 لئو گراتز (آلمانی: Leo Graetz؛ زاده ۲۶ سپتامبر ۱۸۵۶ درگذشته ۱۲ نوامبر ۱۹۴۱) یک فیزیک‌دان اهل آلمان بود.